# Grand Prix Wielkiej Brytanii 1987
Grand Prix Wielkiej Brytanii 1987 (oryg. Shell Oils British Grand Prix) – siódma runda Mistrzostw Świata Formuły 1 w sezonie 1987, która odbyła się 12 lipca 1987, po raz 21. na torze Silverstone.
40. Grand Prix Wielkiej Brytanii, 38. zaliczane do Mistrzostw Świata Formuły 1.

## Klasyfikacja
| Legenda oznaczeń w tabelach wyników Wyświetl szablon na nowej stronie | Legenda oznaczeń w tabelach wyników Wyświetl szablon na nowej stronie                                                                     |
| Oznaczenie                                                            | Wyjaśnienie |
| --------------------------------------------------------------------- | --- |
| Złoty                                                                 | Zwycięzca lub mistrzostwo |
| Srebrny                                                               | 2. miejsce lub wicemistrzostwo |
| Brązowy                                                               | 3. miejsce lub II wicemistrzostwo |
| Zielony                                                               | Ukończył, punktował (w klasyfikacji generalnej, gdy zdobył co najmniej jeden punkt na przestrzeni sezonu, poza trzema powyższymi opcjami) |
| Niebieski                                                             | Ukończył, nie punktował (w klasyfikacji generalnej, gdy nie zdobył co najmniej jednego punktu na przestrzeni sezonu)                      |
| Czerwony                                                              | Nie zakwalifikował się (NZ) |
| Czerwony                                                              | Nie prekwalifikował się (NPK) |
| Różowy                                                                | Nie ukończył (NU) |
| Różowy                                                                | Niesklasyfikowany (NS) (w klasyfikacji generalnej, gdy nie został sklasyfikowany w żadnym wyścigu sezonu)                                 |
| Czarny                                                                | Zdyskwalifikowany (DK) |
| Czarny                                                                | Wykluczony (WYK/EX) |
| Biały                                                                 | Nie wystartował (NW) |
| Biały                                                                 | Kontuzjowany (K/INJ) |
| Biały                                                                 | Wyścig odwołany (OD/C) |
| Bez koloru                                                            | Został wycofany (WYC/WD) |
| Bez koloru                                                            | Nie przybył (NP/DNA) |
| Bez koloru                                                            | Nie brał udziału w treningach (NT/DNP) |
| Bez koloru                                                            | Nie został zgłoszony (–) |
| Pogrubienie                                                           | Start z pole position |
| Kursywa                                                               | Najszybsze okrążenie wyścigu |
| †                                                                     | Nie ukończył, ale jego rezultat został zaliczony ze względu na przejechanie więcej niż 90% dystansu wyścigu.                              |
| *                                                                     | Sezon w trakcie |
| 1/2/3                                                                 | Punktowana pozycja w sprincie kwalifikacyjnym                                                                                             |
| Lista systemów punktacji Formuły 1                                    | |

| Pos   | No | Kierowca           | Konstruktor            | Okrążeń | Czas/powód NU      | Poz. Start. | Punktów |
| ----- | -- | ------------------ | ---------------------- | ------- | ------------------ | ----------- | ------- |
| 1     | 5  | Nigel Mansell      | Williams-Honda         | 65      | 1:19:11.780        | 2           | 9       |
| 2     | 6  | Nelson Piquet      | Williams-Honda         | 65      | + 1.918            | 1           | 6       |
| 3     | 12 | Ayrton Senna       | Lotus-Honda            | 64      | + 1 Lap            | 3           | 4       |
| 4     | 11 | Satoru Nakajima    | Lotus-Honda            | 63      | + 2 Okrążeń        | 12          | 3       |
| 5     | 17 | Derek Warwick      | Arrows-Megatron        | 63      | + 2 Okrążeń        | 13          | 2       |
| 6     | 19 | Teo Fabi           | Benetton-Ford          | 63      | + 2 Okrążeń        | 6           | 1       |
| 7     | 20 | Thierry Boutsen    | Benetton-Ford          | 62      | + 3 Okrążeń        | 5           |         |
| 8 (1) | 3  | Jonathan Palmer    | Tyrrell-Ford           | 60      | + 5 Okrążeń        | 23          |         |
| 9 (2) | 14 | Pascal Fabre       | AGS-Ford               | 59      | + 6 Okrążeń        | 25          |         |
| NU    | 4  | Philippe Streiff   | Tyrrell-Ford           | 57      | Silnik             | 22          |         |
| NS    | 9  | Martin Brundle     | Zakspeed               | 54      | Nie sklasyfikowany | 17          |         |
| NU    | 1  | Alain Prost        | McLaren-TAG            | 53      | Silnik             | 4           |         |
| NU    | 27 | Michele Alboreto   | Ferrari                | 52      | Zawieszenie        | 7           |         |
| NU    | 18 | Eddie Cheever      | Arrows-Megatron        | 45      | Silnik             | 14          |         |
| NU    | 23 | Adrián Campos      | Minardi-Motori Moderni | 34      | Problemy z paliwem | 19          |         |
| NU    | 21 | Alex Caffi         | Osella-Alfa Romeo      | 32      | Silnik             | 20          |         |
| NU    | 10 | Christian Danner   | Zakspeed               | 32      | Skrz. biegów       | 18          |         |
| NU    | 7  | Riccardo Patrese   | Brabham-BMW            | 28      | Turbo              | 11          |         |
| NU    | 2  | Stefan Johansson   | McLaren-TAG            | 18      | Silnik             | 10          |         |
| NU    | 24 | Alessandro Nannini | Minardi-Motori Moderni | 10      | Silnik             | 15          |         |
| NU    | 8  | Andrea de Cesaris  | Brabham-BMW            | 8       | Turbo              | 9           |         |
| NU    | 28 | Gerhard Berger     | Ferrari                | 7       | Wypadek            | 8           |         |
| NU    | 30 | Philippe Alliot    | Larrousse-Ford         | 7       | Skrz. biegów       | 21          |         |
| NU    | 25 | René Arnoux        | Ligier-Megatron        | 3       | elektronika        | 16          |         |
| NU    | 16 | Ivan Capelli       | March-Ford             | 3       | Wypadek            | 24          |         |
| EX    | 26 | Piercarlo Ghinzani | Ligier-Megatron        | 0       | Wykluczony         | 19          |         |